# Ито, Кэндзи
Кэндзи Ито (яп. 伊藤 賢治 Ито: Кэндзи, род. 5 июля 1968, Токио, Япония), иногда упоминается под псевдонимом Итокэн (яп. イトケン) — японский игровой композитор и музыкант, наиболее известный по работе с сериями ролевых игр Mana и SaGa. За свою карьеру создал саундтреки для более чем тридцати игр, неоднократно принимал участие в записи различных альбомов, выступал на множественных концертах и прочих мероприятиях. Ещё в детстве научился играть на нескольких музыкальных инструментах и сразу после окончания колледжа в 1990 году перешёл на постоянное место работы в компанию Square, где прославился как автор музыки ролевых игр. С 2001 года стал независимым композитором, но, несмотря на это, продолжил сотрудничество со своими прошлыми работодателями.
После ухода из Square Ито приглашался разными студиями и создал саундтреки для дюжины разнообразных игр, тогда как в последние годы всё больше стал склоняться к продюсерской деятельности. Играл на фортепиано в ходе ряда громких музыкальных событий, как сессионный музыкант принимал участие в живых выступлениях, переиздавал свои старые композиции в новых аранжировках.

## Биография
Кэндзи родился 5 июля 1968 года в Токио и музыкой заинтересовался уже в возрасте четырёх лет. Любимым инструментом для него стало пианино, которым он овладел с самого раннего детства, также увлекался электронной музыкой, но по наставлению преподавателя прекратил ей заниматься. Первые мелодии сочинил в десять лет, одновременно с этим освоил саксофон и кларнет, начал петь и писать тексты для собственных песен. Профессор колледжа, наблюдая за тем, какой успех возымела недавно вышедшая Dragon Quest III, посоветовал Ито продолжить карьеру в игровой индустрии. В марте 1990 года он пытался устроиться на работу в компании, занимающиеся разработкой компьютерных игр, в том числе в HAL Laboratory, в итоге был принят в Square.
Первый свой проект, Final Fantasy Legend II для портативного устройства Game Boy, Ито разделил с композитором Нобуо Уэмацу. В следующем году эти его звуковые дорожки вышли на отдельном альбоме All Sounds of SaGa, куда также вошли мелодии из The Final Fantasy Legend и Final Fantasy Legend III. В 1991 году единолично создал саундтрек для игры Final Fantasy Adventure, известной в Японии как Seiken Densetsu. Впоследствии занимался написанием музыки для трёх схожих игр серии SaGa: Romancing SaGa, Romancing SaGa 2 и Romancing SaGa 3. С этими релизами связаны его первые сольные альбомы, изданные отдельными дисками с различными изменёнными аранжировками. Планировалось, что Ито выступит автором музыкального сопровождения игры Secret of Mana, однако на тот момент он был загружен другой работой, поэтому эту роль отдали композитору Хироки Кикуте.
В 1995 году выполнил музыкальное оформление для малобюджетной игры Koi wa Balance, тогда же в числе восьми других композиторов принял участие в создании саундтрека к файтингу Tobal No. 1. Спустя два года вернулся к серии SaGa, поучаствовав в проекте SaGa Frontier, закончил десятилетие такими играми как Chocobo Racing и Chocobo's Dungeon 2. В 2001 году принял решение покинуть Square и стать независимым композитором, статус фрилансера, как отмечал композитор, позволил ему абстрагироваться от игровой индустрии и попробовать себя в других отраслях музыкального бизнеса.
Став свободным композитором, принял приглашение стать автором музыки тактической стратегии Culdcept Second — этот саундтрек он называет лучшей своей работой. Успех Ито связывает с полным контролем происходящего, он самостоятельно осуществил продюсирование, без чьего-либо влияния сочинил мелодии и сам выполнил для них аранжировки. Позже продолжил сотрудничество со Square в плане дальнейшего развития серии Mana, в частности, написал музыку для игры Sword of Mana, которая по сути представляет собой существенно улучшенный ремейк Final Fantasy Adventure. Затем последовал ещё один ремейк, Romancing SaGa: Minstrel Song. По прошествии лет Ито ещё два раза возвращался к «Мане»: выступил главным композитором в таких проектах как Children of Mana и Dawn of Mana. Последней сольной работой в игровой индустрии для него стала многопользовательская Cross Gate 2004 года — во всех остальных случаях, за исключением вышедшей в 2008 году Hero Must Die, он занимал второстепенные должности. В последние годы больше сконцентрирован на продюсировании альбомов и живых выступлениях, где, как правило, играет на фортепиано
.

## Дискография

### Компьютерные игры
Композитор
- Final Fantasy Legend II (1990) — вместе с Нобуо Уэмацу
- Final Fantasy Adventure (1991)
- Romancing SaGa (1992)
- Romancing SaGa 2 (1993)
- Romancing SaGa 3 (1995)
- Koi wa Balance: Battle of Lovers (1995)
- Tobal No. 1 (1996) — в числе восьми других композиторов
- SaGa Frontier (1997)
- Chocobo Racing (1999)
- Chocobo's Dungeon 2 (1999) — в соавторстве с Цуёси Сэкито, Ясухиро Каваками и Куми Таниокой
- Gekikuukan Pro Baseball: The End of the Century 1999 (1999)
- Wild Card (2001)
- Culdcept Second (2001)
- Sword of Mana (2003)
- Cross Gate Power Up Kit 2 Heavenly Eggs (2003)
- Cross Gate Power Up Kit 3 Heavens' Knight and Fortune’s Songstress (2004)
- Shadow Hearts: Covenant (2004) — также принимали участие Ёситака Хирота, Ясунори Мицуда, Томоко Кобаяси и Рё Фукуда
- Romancing SaGa: Minstrel Song (2005) — вместе с Цуёси Сэкито
- Hanjuku Hero 4: 7-Jin no Hanjuku Hero (2005) — в числе многих других
- Monster Kingdom: Jewel Summoner (2006) — в числе многих других
- Children of Mana (2006) — в соавторстве с Масахару Иватой и Такаюки Аихарой
- Pop’n Music 13 Carnival (2006) — в числе многих других
- Dawn of Mana (2006) — вместе с Цуёси Сэкито, Масаёси Сокэном и Рюити Сакамото
- Concerto Gate (2007) — вместе с Хироки Кикутой
- Lux-Pain (2007) — вместе с Ясуюки Судзуки
- Pop’n Music 16 Party (2008) — в числе многих других
- Culdcept Saga (2008) — в числе многих других
- Hero Must Die (2008)
- GuitarFreaks & DrumMania V6 Blazing (2009) — в числе многих других

Аранжировщик
- Mabinogi (2008)
- Super Smash Bros. Brawl (2008)
- SaGa 2: Hihou Densetsu (2009)
- Ar tonelico 3 Hymmnos Concert (2010) — в числе многих других

### Прочее
Композитор
- Kokoro no Takarabako (1999) — сингл певицы Хироми Оты
- Seishun no Fu / Midarete Atsuki Wagami niwa (2002) — концерт
- ~Canaria~ (2002) — сингл Мунэюки Сато
- Touson Dairoku Shishu (2002) — альбом Икуё Уэды
- Muneyuki Sato All Songs Collection (2003) — альбом Мунэюки Сато
- Hajimari no Daichi (2006) — альбом Минами Киёты
- Our Endless Night -The spring time of life (2006) — концерт Минами Киёты
- Manami Kiyota x Kenji Ito Collaboration Live (2006) — концерт Минами Киёты
- Maou Kourin ́Live SIDE & Evil SIDÉ (2006) — выступление на фортепиано
- Kenji Ito Piano Works Collection ~Everlasting Melodies~ (2006) — сборник с мелодиями из Romancing SaGa 2 и Chocobo Racing
- Kono Aozora ni Yakusoku o (2007) — аниме

Аранжировщик
- Ai no Sumika ~ Hyouhaku no Toki /Komoro Nikki -Touson no Fuyuko Stage Music Collection~ (1999) — альбом Кёко Фудзимото
- Hyouhaku no Toki/ Touson to Fuyuko (2001) — концерт
- Katakoi (2002) — сингл Мунэюки Сато
- Soredemo Kisetsu wa (2002) — сингл Мунэюки Сато
- Tougenkyo -Masashi Sada Chromatic Harmonica Music Collection- (2002) — альбом Эцуко Китани
- Mirai (2003) — альбом Юсукэ Мацумото